# Głodżewo
Głodżewo (bułg. Глоджево) – miasto w północnej Bułgarii, w obwodzie Ruse, w gminie Wetowo.
Do rejestru zabytków zalicza się tradycyjną chatkę oraz jaskinię „Bezdynna”.